# HOXB3
La proteína Homeobox Hox-B3 es una proteína que en humanos está codificada por el gen HOXB3.
Este gen es miembro de la familia de homeobox de Antp y codifica una proteína nuclear con un dominio de unión a ADN de homeobox B ubicados en el cromosoma 17. La proteína codificada funciona como un factor de transcripción específico de secuencia que participa en el desarrollo. El aumento de la expresión de este gen se asocia con un subconjunto biológico distinto de leucemia mieloide aguda (AML).